# Aphis hamamelidis
Aphis hamamelidis är en insektsart som beskrevs av Pepper 1950. Aphis hamamelidis ingår i släktet Aphis och familjen långrörsbladlöss. Inga underarter finns listade i Catalogue of Life.